# Michèle Alayrangues
Michèle Alayrangues (verheiratete Halter; * 15. Mai 1947 in Belfort) ist eine ehemalige französische Sprinterin.
Bei den Olympischen Spielen 1968 in Mexiko-Stadt wurde sie Achte in der 4-mal-100-Meter-Staffel.
Ihre persönliche Bestzeit über 100 m von 11,7 s stellte sie 1968 auf.